# سارة مزوغي
سارة مزوغي (في 8 مارس 1994) هي لاعبة جودو تونسي مخص في وزن أقل من 78كغ. بطل إفريقيا الحالي وللمرة الثانية على التوالي، كما أنه صعد على منصة التتويج في بطولة العالم للجودو 2013 في ريو دي جانيرو بعد فوزه بالميدالية البرونزية.

## وصلات خارجية
- سارة مزوغي على موقع الفيدرالية الدولية للجودو (الإنجليزية)
- سارة مزوغي على موقع JudoInside.com (الإنجليزية)
- سارة مزوغي على موقع AllJudo.net (الفرنسية)
- هاشم السلامي في JudoInside